# Rosemarie Fret
Rosemarie Fret (* 28. August 1935 als Rosemarie Bock in Anklam) ist eine deutsche Schriftstellerin und Fotografin, die vor der Wende hauptsächlich Erzählungen geschrieben und nach der Wende vorwiegend Bildbände publiziert hat.

## Leben
Rosemarie Fret verlebte ihre Kindheit und Jugend im ostseenahen Anklam und in Heringsdorf auf Usedom. Prägende Bezugspersonen waren ihre beiden Großväter. Der väterliche, ein Fotograf und Maler, hinterließ zahlreiche Fotografien und Laborrezepte und der mütterliche war ein Buchbinder, der ihr das Lesen vieler Bücher ermöglichte. Fret wurde privat in Malerei und Musik unterrichtet. 1950 verließ sie ihr Elternhaus, um in Nauen bei Berlin die Oberschule zu besuchen. Nach dem Abschluss 1953 begann sie eine Fotografenlehre in Rostock, die bis zum Erhalt des Facharbeiterbriefs 1955 andauerte. Von 1955 bis 1961 absolvierte sie ein Studium an der Hochschule für Grafik und Buchkunst in Leipzig (HGB). Hier erwarb sie ein Diplom als Foto-Grafiker und wurde in den Verband Bildender Künstler der DDR (VBKD) aufgenommen. Ihre Arbeit als Gebrauchsgrafikerin und Designerin bestand in der freiberuflichen Zusammenarbeit, speziell im Foto-Ornament, mit Buchbindern, Verlagen und Innenarchitekten.
Von 1965 bis 1968 studierte sie am Institut für Literatur „Johannes R. Becher“ Leipzig. Nach Beendigung blieb sie in Leipzig, wo sie neben der Berufsausübung als freischaffende Fotografin und Gebrauchsgrafikerin literarische Arbeiten verfasste. So diente die Fotografie zum Brotberuf, der ihr das Schreiben ermöglichte. Erste Veröffentlichungen erfolgten in Anthologien. Eine Sammlung von Erzählungen namens Nachsaison erschien 1973 im Hinstorff Verlag. Aus ihrer Erzählung Das Schattenkreuz entstand auch ein Hörspiel.
Sie war Mitglied des Leipziger Schriftstellerverbandes und leitete einen Zirkel Schreibender Arbeiter mit Blinden. Den im zweiten Lebensjahr durch Meningitis taubgewordenen Fotografen Volkmar Jaeger hatte sie schon vorher an der HGB kennengelernt. Er wurde ihr erster Ehemann, mit dem sie einen Sohn hat. Aus ihren Erfahrungen resultierten zwischen 1984 und 2008 Fachaufsätze zum Thema „Blinde/Gehörlose“. Ihr zweiter Ehemann war José Fret Lau Chong aus São Tomé und Príncipe, mit dem sie eine Tochter, die Malerin und Grafikerin Jusche Fret (* 1967) hat. Bis zu dessen Ableben 2025 war sie die Partnerin des Schriftstellers Manfred Jendryschik.
Nach der Wende verband sie ihre fotografischen und schriftstellerischen Begabungen, indem sie einige Text-Bild-Bände über die Orte, an denen sie einen Teil ihres Lebens verbrachte, veröffentlichte.

## Werke

### Erzählungen
- Gehen im Regen. In: Begegnung. Anthologie neuer Erzähler. (Auf dem Schutzumschlag: Neue Erzähler im Hinstorff Verlag.) Joachim Schmidt (Hrsg.), Hinstorff Verlag, Rostock 1969, S. 165–173.
- Großmutters Sagen. In: Die vierte Laterne. Voranmeldung. Anthologie. Joachim Schmidt, Günter Schubert, Klaus-Dieter Sommer, Klaus Walther (Hrsg.), Mitteldeutscher Verlag, Halle (Saale), 1971, S. 217–228.
- Gehen im Regen. In: Bettina pflückt wilde Narzissen. Und andere Geschichten. Herausgegeben und mit einem Nachwort versehen von Manfred Jendryschik, Mitteldeutscher Verlag, Halle (Saale) 1972.
- Nachsaison. Geschichten. Hinstorff Verlag, Rostock 1973.
- Das Märchen von meiner Erdkugel. In: Die Rettung des Saragossameeres. Märchen. Herausgegeben von Joachim Walther und Manfred Wolter, Buchverlag Der Morgen, Berlin 1976, S. 101–108.
- Hoffnung auf Schneewittchen. Erzählungen. Mitteldeutscher Verlag, Halle (Saale)/Leipzig 1981.
- Das Märchen von meiner Erdkugel. In: Im Kreislauf der Windeln. Frauenprosa aus der DDR. Herausgegeben und mit einem Nachwort versehen von Horst Heidtmann, Beltz & Gelberg, Weinheim/Basel 1982, ISBN 3-407-80804-6, S. 59–66.
- Grenzort. Tym Ktoizy Odeszli, denen die kommen werden, und denen die gehen. In: Alfons auf dem Dach und andere Geschichten. Mitteldeutscher Verlag, Halle (Saale)/Leipzig 1982, S. 140–148.
- Wie ich. In: Die Schublade. Texte aus erster Hand. [Band 1.] Herausgegeben von Helga Duty, Roswitha Jendryschik, Karin Röntsch. Mitteldeutscher Verlag, Halle (Saale)/Leipzig 1982, S. 193–203.
- Warten auf Pietät. In: Jetzt. 50 Geschichten vom Alltag. Verlag Philipp Reclam jun., Leipzig 1986, ISBN 3-379-00206-2, S. 249–253.
- Kinderlähmung. Das kurze Leben mit meinem Vater. Mit Federzeichnungen von Roswitha Grüttner. Kleindienst, Leipzig 1991, ISBN 3-910171-00-2.
- Mit bloßen Augen. Romanstücke. Projekte-Verlag Cornelius, Halle (Saale) 2010, ISBN 978-3-86634-818-9.

### Kinderbücher
- Die Amme im Froschteich. Illustration Jusche Fret. Projekte Verlag Cornelius, Halle (Saale) 2009, ISBN 978-3-86634-831-8.
- Loisl. Illustration Jusche Fret. Projekte Verlag Cornelius, Halle (Saale) 2011, ISBN 978-3-86237-710-7.

### Bildbände
- Anklam. Otto-Lilienthal-Stadt. Innenansichten. Reich, Rostock 1991, ISBN 3-86167-028-3.
- Die angehaltene Zeit. Bilder einer Landschaft bei Leipzig. Sax-Verlag, Beucha 1996, ISBN 3-930076-29-2.
- Leipzigs Auwald. Stille Landschaft in der Stadt. Sax-Verlag, Beucha 1998, ISBN 3-930076-60-8.
- Lebensorte. Leipzigs alte Friedhöfe. Mit einem Beitrag zur Geschichte der Leipziger Friedhöfe und ihrer Grabmale von Brunhilde Rothbauer. Sax-Verlag, Beucha 2000, ISBN 3-934544-03-7.
- Sehwege auf Usedom. Projekte Verlag Cornelius, Halle (Saale) 2009, ISBN 978-3-86634-701-4.
- Sehwege auf Usedom. 3., überarbeitete Auflage. Demmler Verlag, Ribnitz-Damgarten 2017, ISBN 978-3-944102-22-1.